# Église Saint-Fiacre de Metz
Pour les articles homonymes, voir Église Saint-Fiacre.
L’église Saint-Fiacre, également appelée église du Sacré-Cœur, est un édifice religieux catholique dominant le quartier du Sablon à Metz.

## Contexte
L’église est située au cœur du quartier du Sablon au 87 rue de la Chapelle, non loin de la mairie de quartier et du collège François-Rabelais. Elle possède un parking et une place arborée de platanes à un sol de sable souvent utilisé par des joueurs de pétanque.

## Construction et aménagements
La précédente église du Sablon était de style gothique, construite en 1851 par l’architecte Nicolas-Maurice Derobe, elle fut détruite en 1933, soit 5 ans après la consécration de la nouvelle église. Cet édifice se situait à l’emplacement actuel du presbytère et du terrain multi-sport. Non loin d’elle se trouvait l’ancien cimetière, à l’emplacement actuel du terrain de pétanque et de la place Saint-Fiacre, il fut rasé au début du siècle, et les corps exhumés furent déplacés au nouveau cimetière dans l’actuelle commune de Montigny-lès-Metz.
Entre 1900 et 1910 la population du village du Sablon triple, passant de 4 000 à 11 000 habitants. L’ancienne église devient trop exiguë. On mit alors en place un projet de nouvelle église, confié à l’architecte de Cologne, Hermann Neuhaus. Son idée était de construire le nouvel édifice en pierre de Jaumont, tel la plupart des monuments messin, dans un style gothique local du XIIIe siècle. La première pierre est posée le 8 mars 1914, mais la Première Guerre mondiale interrompt les travaux.
En 1914, la commune est rattachée à Metz, et le conseil municipal décide, après guerre, de continuer les travaux à partir d’un projet confié à l’architecte Dedun : les fonds donnés pour continuer la construction étant insuffisants, il modifie les plans de son prédécesseur en y imposant un style gothique plus simple, il supprima donc certaines tours, et la flèche de la croisée des transepts. L’église fut toujours construite en pierre de Jaumont, et en forme de croix latine, avec une flèche de forme rhomboïdale, surmontant la tour de façade. Cette dernière possède comme base un plan carré, le portail principal est construit sur sa face et des porches latéraux l’encadrent.
Mgr Pelt consacre l’église le 18 mars 1928 sous le double vocable du Sacré-Cœur et de Saint Fiacre. Les vitraux du chœur représentant la vie du Christ ont été réalisés dans les années 1950 par Jean Gaudin, un atelier parisien.

## Architecture

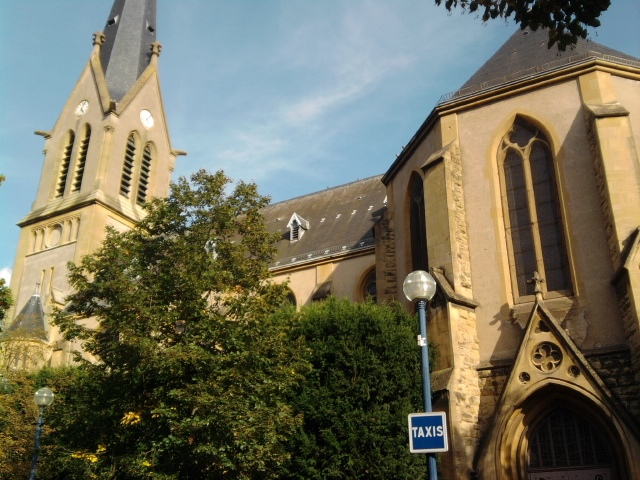
Vue d'une partie du profil de l'église (flèche, nef et transept droit), depuis sa place.

Son architecture se caractérise également par le fait que sa nef est plutôt basse, tandis que sa flèche, elle, est assez haute.
Il se trouve également que l’église comporte beaucoup de portails, pour une église habituelle, sept en tout : le porche principal est situé devant la tour, de part et d’autre de celle-ci se trouvent deux petites voûtes en ogives, occupées chacune par deux petits portails chacun aux 2 extrémités des voûtes ; tandis que les deux derniers se situent à chaque extrémité du transept.
Se trouve également, au commencement de sa nef, une petite chapelle implantée dans l’église. Une partie de l’édifice, quoiqu'un peu excentrée, est rattachée au côté gauche de son chœur, sous cette zone du bâtiment, se trouve une salle aménagée en sous-sol.
Les vitraux du chœur sont réalisés par l’atelier parisien Gaudin dans les années 1950 et représentent la vie du Christ. Ceux de la façade, de la nef et du transept sont réalisés d’après les cartons de Michel Bonnant qui dirigeait les ateliers Saint-Marc à Metz au début des années 1960. Le vitrail de la façade représente sainte Cécile.

## Les grandes orgues

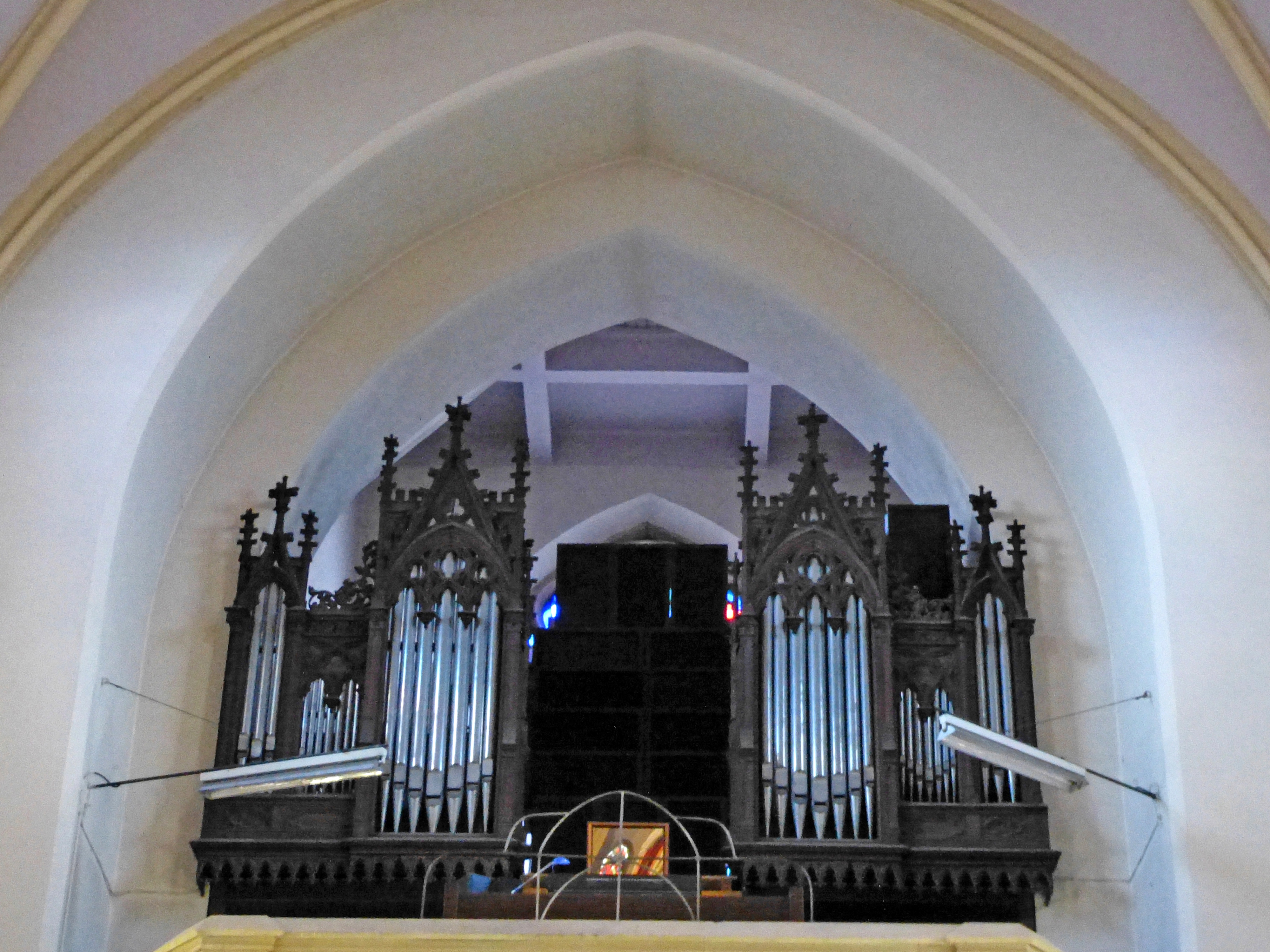
Le buffet d'orgue

L'église possède un orgue construit par la manufacture Dalstein-Haerpfer en 1905, puis restauré par Frédéric Haerpfer en 1936, et par la manufacture Haerpfer-Erman en 1971.
Cet orgue n'est plus fonctionnel depuis les années 2000. Nous pouvons distinguer des enceintes au milieu du buffet : l'ancienne console a été déconnectée pour laisser place à un orgue électronique Allen MDS-75[réf. souhaitée].
Doté de 3 claviers de 56 notes et d'un pédalier de 30 notes, ses registres se décomposent de la sorte :
| - Bourdon 16' - Montre 8' - Bourdon 8' - Flûte 8' - Dulciane 8' - Prestant 4' - Flûte à chem. 4' - Doublette 2' - Fourniture V rgs - Basson 16' - Trompette 8' - Clairon 4' | - Principal italien 8' - Bourdon 8' - Gambe 8' - Voix céleste 8' - Principal 4' - Flûte 4' - Nazard 2' 2/3 - Flûte 2' - Tierce 1' 3/5 - Larigot 1' 1/3 - Fourniture V rgs - Trompette 8' - Basson-hautbois 8 |

| - Quintaton 8' - Prestant 4' - Flûte pointue 4' - Quinte 2' 2/3 - Flûte 2' - Cymbale III rgs - Cromorne 8' | - Contrebasse 16' - Sousbasse 16' - Octavebasse 8' - Bourdonbasse 8' - Montre 4' - Bombarde 16' - Trompette 8' - Clairon 4' |